# Tamar (fleuve)
 (mai 2018).
Si vous disposez d'ouvrages ou d'articles de référence ou si vous connaissez des sites web de qualité traitant du thème abordé ici, merci de compléter l'article en donnant les références utiles à sa vérifiabilité et en les liant à la section « Notes et références ».
Pour les articles homonymes, voir Tamar.
Le Tamar (Tamer en cornique) est un fleuve du Royaume-Uni. Il est situé dans le sud-ouest de l'Angleterre et sépare la Cornouailles du reste de l'Angleterre.

## Hydronyme homonyme
Le fleuve homonyme Tamar, qui coule en Tasmanie, lui doit son nom.

## Histoire

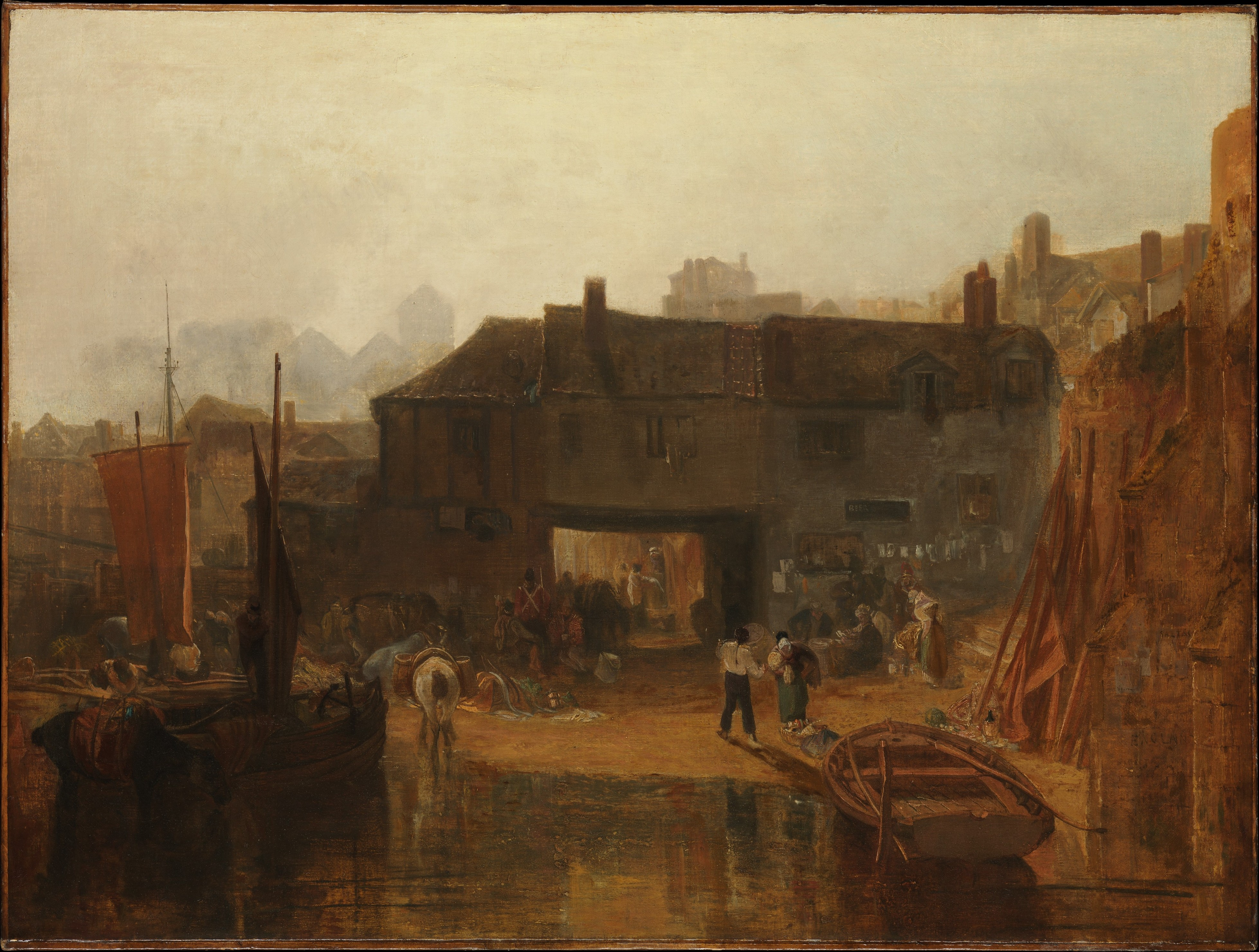
Saltash avec le ferry d'eau, Cornouailles
William Turner, 1811
Metropolitan Museum, New York

Le peintre William Turner lors de son voyage à l'ouest de l'Angleterre à l'été 1811, a réalisé une huile sur toile représentant le ferry qui relie la ville de Saltash à Plymouth. Ruskin a décrit la peinture dans une lettre de 1852 comme «ce que l'esprit voit quand il cherche de la poésie dans l'humble vie réelle».

## Protection
Depuis 1995, 195 km2 de la basse vallée de la Tamar constituent une Area of Outstanding Natural Beauty. L'estuaire constitue un site d'intérêt scientifique particulier depuis 1991 et une zone importante pour la conservation des oiseaux depuis 2007,.

## Science
L'estuaire du Tamar a été étudié par un programme européen qui a montré que les estuaires perturbés sont le lieu d'importantes émissions de gaz à effet de serre.